# Родез
Роде́з (фр. Rodez, окс. Rodés) — місто та муніципалітет у Франції, у регіоні Окситанія, адміністративний центр департаменту Аверон. Населення — 24 207 осіб (01.01.2021).
Муніципалітет розташований на відстані близько 510 км на південь від Парижа, 125 км на північний схід від Тулузи.

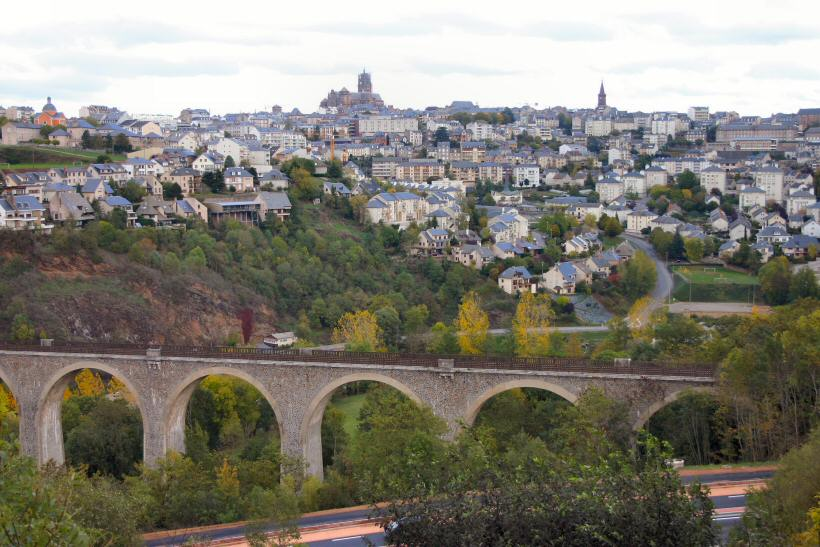

## Історія
Місто розташоване на пагорбі, що височить над річкою Аверон.
Він був відомий принаймні з V ст. до н. е.. у складі Римської імперії й носив імена Сегодунум («житній пагорб») і Цивітас Рутенорум («місто русинів» - від кельтського племені, що мало назву, омонімічну до давнішої назви українців русини, рутенці. Омелян Пріцак у своїй праці "Походження Русі" висуває гіпотезу про існування торговельних зв'язків між Родезом та Руссю, що може пояснювати наявність того самого етноніма в таких віддалених одна від одної частинах Європи.
До  Великої французької революції Родез був столицею провінції Руерг.

## Демографія
Динаміка населення (Insee ; EHESS ):
Розподіл населення за віком та статтю (2006):
| Стать | Всього | До 15 років | 15-24 | 25-44 | 45-64 | 65-85 | Понад 85 |
| --- | ------ | ----------- | ----- | ----- | ----- | ----- | -------- |
| Чоловіки | 11 226 | 1543        | 2076  | 3226  | 2767  | 1438  | 176      |
| Жінки | 12 781 | 1589        | 1991  | 3245  | 3075  | 2326  | 555      |
| \| Статево-вікова піраміда \| Статево-вікова піраміда \| Статево-вікова піраміда \| \| ----------------------- \| ----------------------- \| ----------------------- \| \| Чоловіки \| Вік \| Жінки \| \| 176 \| 85 + \| 555 \| \| 283 \| 80-84 \| 555 \| \| 429 \| 75-79 \| 580 \| \| 337 \| 70-74 \| 609 \| \| 389 \| 65-69 \| 582 \| \| 464 \| 60-64 \| 583 \| \| 767 \| 55-59 \| 774 \| \| 783 \| 50-54 \| 889 \| \| 753 \| 45-49 \| 829 \| \| 793 \| 40-44 \| 746 \| \| 653 \| 35-39 \| 754 \| \| 805 \| 30-34 \| 848 \| \| 975 \| 25-29 \| 897 \| \| 1138 \| 20-24 \| 1104 \| \| 938 \| 15-20 \| 887 \| \| 540 \| 10-14 \| 534 \| \| 504 \| 5-9 \| 428 \| \| 499 \| 0-4 \| 627 \| |        |             |       |       |       |       |          |
| Статево-вікова піраміда |        |             |       |       |       |       |          |
| Чоловіки | Вік    | Жінки       |       |       |       |       |          |
| 176 | 85 +   | 555         |       |       |       |       |          |
| 283 | 80-84  | 555         |       |       |       |       |          |
| 429 | 75-79  | 580         |       |       |       |       |          |
| 337 | 70-74  | 609         |       |       |       |       |          |
| 389 | 65-69  | 582         |       |       |       |       |          |
| 464 | 60-64  | 583         |       |       |       |       |          |
| 767 | 55-59  | 774         |       |       |       |       |          |
| 783 | 50-54  | 889         |       |       |       |       |          |
| 753 | 45-49  | 829         |       |       |       |       |          |
| 793 | 40-44  | 746         |       |       |       |       |          |
| 653 | 35-39  | 754         |       |       |       |       |          |
| 805 | 30-34  | 848         |       |       |       |       |          |
| 975 | 25-29  | 897         |       |       |       |       |          |
| 1138 | 20-24  | 1104        |       |       |       |       |          |
| 938 | 15-20  | 887         |       |       |       |       |          |
| 540 | 10-14  | 534         |       |       |       |       |          |
| 504 | 5-9    | 428         |       |       |       |       |          |
| 499 | 0-4    | 627         |       |       |       |       |          |

## Економіка
2010 року серед 16 052 осіб працездатного віку (15—64 років) 11 506 були активними, 4546 — неактивними (показник активності 71,7%, у 1999 році було 70,9%). З 11 506 активних мешканців працювало 10 295 осіб (5170 чоловіків та 5125 жінок), безробітними було 1211 (565 чоловіків та 646 жінок). Серед 4546 неактивних 2084 особи були учнями чи студентами, 1354 — пенсіонерами, 1108 були неактивними з інших причин.

У 2010 році у муніципалітеті числилось 11838 оподаткованих домогосподарств, у яких проживали 22153,5 особи, медіана доходів виносила 18 964 євро на одного особоспоживача.

## Міста-побратими
- Бамберг, Німеччина (1970)
- Fderîck, Мавританія (1997)